# Phaenicophilus
Phaenicophilus és un gènere d'ocells de la família dels fenicofílids (Phaenicophilidae). Anteriorment es classificava a la família Thraupidae. Els dos membres són endèmics de l'illa Hispaniola.

## Taxonomia
El gènere Phaenicophilus va ser introduït pel geòleg i naturalista anglès Hugh Edwin Strickland el 1851. L'espècie tipus va ser designada posteriorment com a  tàngara quatreülls de corona negra.
Segons la Classificació del Congrés Ornitològic Internacional (versió 14.2, 2024) aquest gènere està format per dues espècies:
- Phaenicophilus palmarum - tàngara quatreülls de corona negra.
- Phaenicophilus poliocephalus - tàngara quatreülls de corona grisa.